# NHK山梨西保中継局
NHK山梨西保中継局（エヌエイチケイやまなしにしほちゅうけいきょく）は、山梨県山梨市にあるテレビ中継局。

## 概要
- 当中継局は、山梨市牧丘町西保中字牧平東（妙見山中腹）に置かれている。

## 中継局

### デジタル放送
| リモコンキーID | 放送局名          | 物理チャンネル | 空中線電力 | ERP   | 放送対象地域 | 放送区域内世帯数 |
| 1              | NHK甲府総合テレビ | 42ch           | 100mw      | 480mw | 山梨県       | 約120世帯        |
| 2              | NHK甲府教育テレビ | 44ch           | 100mw      | 480mw | 全国         | 約120世帯        |

### 放送エリア
- 山梨市牧丘町の一部

### アナログ放送
| 放送局名          | チャンネル | 空中線電力        | ERP               | 放送対象地域 | 放送区域内世帯数 |
| NHK甲府総合テレビ | 46ch       | 映像1w /音声480mw | 映像12w /音声1.3w | 山梨県       | 約-世帯          |
| NHK甲府教育テレビ | 48ch       | 映像1w /音声480mw | 映像12w /音声1.3w | 全国         | 約-世帯          |

## 置局住所
- 牧丘町西保中字牧平東（妙見山中腹）